# Browns Bay (Laurie Island)
Die Browns Bay ist eine 2,5 km breite Bucht an der Nordküste von Laurie Island im Archipel der Südlichen Orkneyinseln zwischen der Pirie-Halbinsel im Westen und der Ferguslie-Halbinsel im Osten. Ihre Einfahrt liegt zwischen dem Thomson Point im Westen und Kap Geddes im Osten.
Teilnehmer der Scottish National Antarctic Expedition (1902–1904) kartierten die Bucht im Jahr 1903. Expeditionsleiter William Speirs Bruce benannte sie nach dem schottischen Botaniker Robert Neal Rudmose Brown (1879–1957), einem Mitglied der Forschungsreise.